# محمد إبراهيم بن أحمد الكتاني
أبو المزايا محمد إبراهيم بن أحمد الكتاني (ولد في 10 رمضان 1325 هـ، فاس - توفي في 29 جمادى الأولى 1411 هـ / 1990م، الرباط) إمام علامة بحاثة مشارك، من رواد الفكر الإسلامي في المغرب وأحد مؤسسي الحركة الوطنية المغربية، والمجاهدين ضد الاستعمار الفرنسي، ورواد إحياء التراث المغربي، ومن المنادين بإحياء فكر ابن حزم، ونشر تراث الظاهرية في العالم، وأولهم في المغرب. وكان على رأس رواد المدرسة السلفية الوطنية، تميز بالتوفيق بين الفكر الإصلاحي المشرقي والنصوص الشرعية، بحيث يعد كمحمد رشيد رضا في المشرق. اهتم بالاجتهاد والإبداع الإسلامي في مختلف مؤلفاته ومحاضراته ودروسه، حتى كتب موسوعته الكبرى: «طبقات المجتهدين وأعداء التقليد في الإسلام» في خمسة مجلدات.

## مسيرته
والده هو الإمام أبي العباس أحمد بن جعفر الكتاني، ولد محمد إبراهيم بمدينة فاس يوم جمعة، فأخذ بها العلم عن والده وغيره من أعلامها، كما تحصل في الرواية على إجازات من عدة أعلام من المشرق والمغرب.
كان أبو المزايا نهما على المطالعة ومجالسة العلماء منذ الصغر، بحيث تعرف إلى طبقة شيوخ شيوخه فمن دونهم، وأخذ عن الواردين من العلماء على المغرب. وبعد انتهائه من الدراسة بجامعة القرويين رفضت السلطات الفرنسية منحه درجة العالمية نظرا لمواقفه الجهادية ضد الاستعمار، ولم يتحصل على تلك الشهادة إلا بعد الاستقلال، وذلك عام 1376 هـ/1957م، وكتب على ظهرها وزير التربية الوطنية حينه: «نجح حامل هذه الشهادة في امتحان العالمية، ومنع منها لأفكاره الوطنية إلى أن حق الحق وزهق الباطل، إن الباطل كان زهوقا».
كان منقبا عن المخطوطات والتراث المغربي، بحيث يعود له الفضل - هو وزمرة من العلماء كمحمد المنوني ومحمد بن أبي بكر التطواني وشيخهم عبد الحي الكتاني – في إحياء الكتاب المغربي والتعريف به، والتنقيب عن المكتبات المغربية النائية، والتعريف بمحتوياتها، بل وتحقيق جملة من كتب التراث. وقام برحلات إلى الجزائر وتونس وعدة دول أوروبية– خاصة إسبانيا – منقبا عن ذخائر الكتب المغربية والأندلسية والإسلامية، ناسخا لها، وواصفا لمضمونها، بحيث يكاد يكون أول والج لهذا الميدان بتلك السعة في المغرب.
ولصد الهجمة الثقافية الأوروبية على المغرب، كان له نشاط كبير في التدريس حيث أسس المدارس الحرة وشارك في إدارتها والتدريس فيها؛ كمدرسة المنية، والمدرسة الناصرية وغيرهما، كما قام بالتدريس بمختلف كليات وجامعات مغرب ما بعد الاستقلال، وأشرف على العشرات من الدراسات الجامعية. كما شارك الشيخ أبو المزايا في الكثير من المؤتمرات العلمية والثقافية حول العالم، وألقى محاضرات تعريفية بالإسلام، وكيفية الحفاظ على النص القرآني، وتاريخ الفقه والفكر الإسلامي، وفلسفة التشريع، والتراث والكتاب العربي والمغربي والإسلامي.

### مقاومة الاستعمار
يعتبر أبو المزايا من المجاهدين ضد الاستعمار الفرنسي، حيث شارك في تأسيس الحركة الوطنية في منزل ومكتب والده عند اجتماعه هو وعلال الفاسي، ومحمد غازي وتعاهدهم على المصحف على العمل على استقلال البلاد وطرد المستعمر، والحفاظ على الهوية الإسلامية والعربية للمغرب. فربط علاقات مع محمد القري وعبد العزيز ابن إدريس، والمختار السوسي، والصديق العلوي.. وغيرهم من الثوار، وكان نشاطهم مبنيا على ثلاثة جوانب: جانب فكري ممثل في الحركة السلفية العلمية، وجانب سياسي ممثل في المظاهرات والعرائض وربط العلاقات مع مختلف الحركات التحررية بالعالم الإسلامي، وجانب ميداني ممثل في تكوين الخلايا التنظيمية والفدائية. ومن الأعمال الوطنية التي أسهم فيها: السعي في إنشاء صحافة عربية حرة، حرم المغاربة من إنشائها منذ دخول الاستعمار؛ خاصة «السعادة»، فأسس رفقة سعيد حجي، ومحمد اليزيدي لجنة المطالبة بحرية الصحافة، التي أنشأتها كتلة العمل الوطني في شهر سبتمبر 1356 هـ/ 1936م.
وربط الاتصال بين الحركتين الوطنيتين بالمغرب والجزائر، التين كانت تمثلهما كتلة العمل الوطني المغربي، وجمعية علماء المسلمين الجزائريين، وفي هذا الإطار قام إبراهيم الكتاني برحلة أولى إلى تلمسان لحضور المؤتمر الخامس لطلبة شمال إفريقيا المسلمين، المنعقد بها عام 1935/ 1355، ثم دعته الجمعية إلى حضور مؤتمرها السنوي بمدينة الجزائر. كما قام برحلة ثانية إليها سنة 1950م/ 1370 هـ، وبإشارته رحل الشيخ البشير الإبراهيمي إلى فرنسا واجتمع بالسلطان محمد الخامس بها.
وفي كل الأحداث التي شهدها المغرب سجن سنة 1936م/ 1356 هـ، وسنة 1937م/ 1357 هـ التي قضى فيها سنتين، شطر منها بسجن كلميمة دونه في كتابه: «من ذكريات سجين مكافح»، أو: «أيام كلميمة».ط، وفي 23 ماي 1943 اعتقل من جديد بدعوى التستر على أعوان يعملون لحساب الألمان والطليان، ورغم توسط السلطان محمد الخامس وتشفعه فيه؛ حوكم المترجم ورفيقه قاضي الدار البيضاء رشيد الدرقاوي سريا في محكمة عسكرية فرنسية، فصدر الحكم بسجنهما ثلاثة أعوام، ونفيهما سنتين، ومصادرة أملاكهما. وبسبب هذا الاعتقال؛ لم يتمكن من إمضاء عريضة المطالبة بالاستقلال المقدمة إلى الملك وممثلي دول الحلفاء يوم 11 يناير 1944.

## مؤلفاته
من مؤلفاته:
- «طبقات المجتهدين وأعداء التقليد في الإسلام»، في خمسة أجزاء، ألفه في خمسين عاما.
- «الدعوة إلى استقلال الفكر في الإسلام» في مجلدين.
- «فضل جامعة القرويين في الدفاع عن السيادة الوطنية خلال العصور» في مجلدين.
- «النظرية العامة للشريعة الإسلامية» في جزأين، و«كيف استطاع المسلمون المحافظة على النص القرآني» في مجلد.
- «مؤلفات ابن حزم بين أنصاره وخصومه».ط.
- «الكتاب المغربي وقيمته».ط.
- «سلفية الإمام مالك».ط.
- «والدي كما عرفته» في مجلد.
- «أبو شعيب الدكالي وطلائع الحركة السلفية بالمغرب» مجلد.
- «اختصار البدور الضاوية في أعلام الزاوية الدلائية» لأبي الربيع سليمان بن محمد الحوات الشريف العلمي.
- «اختصار المزايا فيما أحدث من البدع بأم الزوايا» للحافظ محمد بن عبد السلام الناصري.
- «اختصار الدواهي المدهية للفرق المحمية» لجده الشيخ جعفر الكتاني.
- حاشية على شرح الشيخ محمد بن عبد القادر بناني على استمارة الشيخ الطيب ابن كيران.